# Palazzo del Circolo della Stampa
Il Palazzo del Circolo della Stampa è un edificio di Napoli ubicato all'interno della Villa comunale, nel quartiere Chiaia.
Eretto su progetto degli architetti Cosenza e Canino nel 1948, rappresenta uno dei più interessanti edifici cittadini di corrente razionalista del dopoguerra.
Si presenta come un palazzo con un corpo basso, avente una parete vetrata sul lato prospiciente verso il mare; il piano sovrastante è una terrazzina con frangisole in legno ed i rivestimenti esterni sono caratterizzati dal bianco della pittura e dalle pietre dei muri più esterni mimetizzandosi tra gli arbusti e gli alberi del verde circostante.
Nell'interno, di ridotte dimensioni, erano presenti anche una mensa e una cucina e un salone a doppia altezza dal quale si gode la vista sul mare; verso nord ci sono i servizi e ad oriente stanze di piccole dimensioni. Inoltre sono presenti due patii.
Dalla metà degli anni novanta l'edificio è stato chiuso per insolvenze di pagamento da parte della direzione del Circolo. Soggetto a un piano di recupero edilizio fermo da qualche anno, è abbandonato e in pessimo stato di conservazione.
Nel 2015 un accordo tra il comune e la Stazione zoologica Anton Dohrn prevede che l'edificio venga ceduto in comodato d'uso all'ente scientifico che lo recupererà per trasformarlo in una biblioteca e museo del mare.